# Live & Rare (Rage Against the Machine)
Live & Rare è la prima raccolta del gruppo musicale statunitense Rage Against the Machine, pubblicata il 30 giugno 1998.

## Descrizione
Originariamente pubblicato in esclusiva per il mercato asiatico, il disco contiene versioni dal vivo di diversi brani registrate tra febbraio 1993 e luglio 1996, oltre che alcune b-side inedite.
Nel 2018 l'album è stato stampato nel formato doppio vinile per essere distribuito in tutto il mondo, mentre nel 2022 è stato pubblicato su tutte le piattaforme digitali.

## Tracce
Testi di Zack de la Rocha, musiche di Rage Against the Machine, eccetto dove indicato.
1. Bullet in the Head (Live) – 5:44
2. Settle for Nothing (Live) – 4:57
3. Bombtrack (Live) – 5:55
4. Take the Power Back (Live) – 6:13
5. Freedom (Live) – 6:00
6. Intro (Black Steel in the Hour of Chaos) (Live) – 3:42 (Rage Against the Machinem, Hank Shocklee, Carlton Douglas Ridenhour, Eric Sadler, William Jonathan Drayton Jr.) – originariamente interpretata dai Public Enemy
7. Zapata's Blood (Live) – 3:49
8. Without a Face (Live) – 4:06
9. Hadda be Playing on the Jukebox (Live) – 8:04 (Rage against the Machine, Allen Ginsberg)
10. Fuck tha Police (Live) – 4:09 (O'Shea Jackson, Lorenzo Jerald Patterson, Andre Romelle Young) – originariamente interpretata dagli N.W.A
11. Darkness – 3:41
12. Clear the Lane – 3:50

## Formazione
- Zack de la Rocha – voce
- Tom Morello – chitarra
- Tim Commerford – basso
- Brad Wilk – batteria